# Sydney Wilson
Sydney Wilson (Southend-on-Sea, 6 de abril de 1990) es un jugador de snooker inglés.

## Biografía
Nació en la ciudad inglesa de Southend-on-Sea en 1990. Es jugador profesional de snooker desde 2015, aunque se cayó del circuito profesional en 2017 y aún no ha conseguido recuperar el puesto. No se ha proclamado campeón de ningún torneo de ranking, y su mayor logro hasta la fecha fue alcanzar los treintaidosavos de final en tres ocasiones, a saber: los del Campeonato del Reino Unido de 2015 (cayó 2-6 ante Mark Joyce), los del Abierto de Gales de 2016 (1-4 contra Matthew Selt) y los del Abierto de Escocia de ese mismo año (1-4 frente a Liang Wenbo). Tampoco ha logrado hilar ninguna tacada máxima, y la más alta de su carrera está en 118.